# Monodontium malkini
Espèce
Monodontium malkini est une espèce d'araignées mygalomorphes de la famille des Barychelidae.

## Distribution
Cette espèce est endémique de Nouvelle-Guinée occidentale en Indonésie,. Elle se rencontre vers Jayapura.

## Description
La femelle holotype mesure 7,0 mm

## Étymologie
Cette espèce est nommée en l'honneur de Borys Malkin.

## Publication originale
- Raven, 2008 : A revision of the mygalomorph spider genus Monodontium Kulczynski (Barychelidae: Araneae). Raffles Bulletin of Zoology, vol. 56, no 1, p. 29-44 (texte intégral).